# Апись (гора)
Апись (баш. Әпес) — гора в Ишимбайском районе Башкортостана.
Находится в междуречье рек Ималъелги и Карагас (бассейн р. Урюк). Абсолютная высота — 661,9 м. Гора вытянута субмеридионально. Склоны крутые. На восточном склоне берёт начало р. Апись (приток р. Урюк).

## Состав
Алевролиты, сланцы рифея, песчаники.

## Ландшафты
Берёзово-осиновые леса.